# تپه انجیر باغی ۱
تپه انجیر باغی ۱ مربوط به سده‌های اولیه و میانه دوران‌های تاریخی پس از اسلام است و در شهرستان کبودرآهنگ، بخش شیرین سو، دهستان مهربان علیا، ۱۵۰ متری شرق روستای انجیرباغی واقع شده و این اثر در تاریخ ۷ اسفند ۱۳۸۶ با شمارهٔ ثبت ۲۱۵۷۳ به‌عنوان یکی از آثار ملی ایران به ثبت رسیده است.